# Panamerikanska spelen 1999
Panamerikanska spelen 1999 hölls i Winnipeg, Kanada under perioden 23 juli-8 augusti 1999 vilket var andra gången evenemanget hölls i Kanada, första gången var 1967.
Budgeten som fastställts av Kanadas federala, provinsiella och lokala regeringar omfattade $141 miljoner.
Spelen gick med vinst av $6M .
Värdarna Kanada tog näst flest medaljer efter USA. Kuba tog dock fler guldmedaljer.
Jämförelser gjordes med 1967 års spel, då USA hade stjärnor som Mark Spitz. 1999 skickade USA dock i huvudsak ett B-lag. Inga större TV-kanaler i USA sände spelen, och tidningarna, som inte sände sina främsta journalister, placerade inte några rapporter på förstasidorna. Flera av ländernas toppidrottare tävlade också i Europa, som USA:s framgångsrika kortdistanslöpare, i ekonomiskt mera givande professionella tävlingar. Förutom Uruguay skickade sydamerikanska stater inte sina U 23-herrlag då organisationskommitten vägrade betala CONMEBOL.
Vid tävlingarna noterades sju positiva dopingtester 

## Medaljtabell[3]
| Ranking | Land                    | Gold | Silver | Bronze | Total |
| 1       | USA                     | 106  | 110    | 79     | 295   |
| 2       | Kuba                    | 70   | 40     | 47     | 157   |
| 3       | Kanada                  | 64   | 52     | 80     | 196   |
| 4       | Brasilien               | 25   | 32     | 44     | 101   |
| 5       | Argentina               | 25   | 19     | 28     | 72    |
| 6       | Mexiko                  | 11   | 16     | 30     | 57    |
| 7       | Colombia                | 7    | 17     | 18     | 42    |
| 8       | Venezuela               | 7    | 16     | 17     | 40    |
| 9       | Jamaica                 | 3    | 4      | 6      | 13    |
| 10      | Guatemala               | 2    | 1      | 1      | 4     |
| 11      | Bahamas                 | 2    | 0      | 1      | 3     |
| 12      | Chile                   | 1    | 4      | 7      | 12    |
| 13      | Puerto Rico             | 1    | 3      | 8      | 12    |
| 14      | Dominikanska republiken | 1    | 3      | 6      | 10    |
| 15      | Ecuador                 | 1    | 2      | 5      | 8     |
| 16      | Bermuda                 | 1    | 2      | 0      | 3     |
| 17      | Surinam                 | 1    | 0      | 1      | 2     |
| 18      | Nederländska Antillerna | 1    | 0      | 0      | 1     |
| 19      | Peru                    | 0    | 2      | 6      | 8     |
| 20      | Uruguay                 | 0    | 1      | 3      | 4     |
| 21      | Barbados                | 0    | 1      | 1      | 2     |
| 21      | Panama                  | 0    | 1      | 1      | 2     |
| 23      | Caymanöarna             | 0    | 1      | 0      | 1     |
| 23      | Honduras                | 0    | 1      | 0      | 1     |
| 25      | Costa Rica              | 0    | 0      | 1      | 1     |
| 25      | El Salvador             | 0    | 0      | 1      | 1     |
| 25      | Trinidad och Tobago     | 0    | 0      | 1      | 1     |

### Fotnoter
1. 1 2 3  ”'Best ever' Pan Am Games end” (på engelska). CBC News. 9 augusti 1999. Arkiverad från originalet den 30 juli 2009. https://www.webcitation.org/5idspESWR?url=http://www.cbc.ca/canada/story/1999/08/09/panam990809.html. Läst 27 juli 2009.
2. ↑  Friesen, Paul (5 december 1999). ”Best Pan Am Games ever” (på engelska). Slam! Sports. Arkiverad från originalet den 30 juli 2009. https://www.webcitation.org/5idspf7hA?url=http://www.canoe.ca/PanAmGames/dec5_bes.html. Läst 27 juli 2009.
3. ↑  ”Pan Am Games Medals Standings” (på engelska). Slam! Sports. 8 augusti 1999. Arkiverad från originalet den 24 maj 2012. http://archive.is/2012.05.24-233422/http://www.canoe.ca/PanAmGames/standings.html. Läst 27 juli 2009.
4. ↑  ”Canadian Medalists” (på engelska). Slam! Sports. 8 augusti 1999. Arkiverad från originalet den 30 juli 2009. https://www.webcitation.org/5idsoqFga?url=http://www.canoe.ca/PanAmGames/medals.html. Läst 27 juli 2009.